# میشل گیوروچ
میشل گیورِوِچ (به انگلیسی: Michelle Gurevich)، خواننده و ترانه‌سرای کانادایی است که با نام هنری سابق خود یعنی زن چینی (به انگلیسی: Chinawoman) نیز شناخته می‌شود. موسیقی او تحت تأثیر پیشینه روسی او بوده‌است؛ و در گستره ژانرهای راک هالکور و «پاپ لو-فای» توصیف می‌شود. اکثر طرفداران وی اهل اروپای شرقی هستند.

## زندگی‌نامه
گیوروچ در تورنتو، انتاریو، در خانواده روسی متولد شد و با زبان روسی به عنوان زبان اول بزرگ شد.
پدرش در لنینگراد شوروی مهندس بود و مادرش بالرین کیروف بود.
گیوروچ در ابتدا می‌خواست فیلمساز شود و ده سال در این صنعت کار کرد تا اینکه به موسیقی روی آورد.
```
 من سرانجام سعی کردم آهنگی بنویسم و دریافتم که نتیجه‌گیری نه تنها ارزان‌تر، بلکه بسیار آسان‌تر است.»
[
۱۳
]
[
۱۴
]
```

گیوروچ اولین فعالیت حرفه ای خود را در اتاق خواب خود ضبط کرد. نام هنری «زن چینی» به عنوان یک شوخی لحظه ای، زمانی انتخاب شد که نرم‌افزار گاراژبند نام هنرمند/گروه موسیقی را از او خواست. گیوروچ از آلا پوگاچوا، آدریانو چلنتانو، شارل آزناوور، یوکو اونو، فرانسیس لای، نینو روتا، خاویر دولان ،تودور کباکف، جنیفر کستل و فیلمساز معروف فدریکو فلینی به عنوان افراد تأثیرگذار بر حرفه موسیقی خود نام برده‌است.
صدای گیوروچ در محدوده صوتی کنترآلتو قرار می‌گیرد. 
از سال ۲۰۲۰، گیوروچ به همراه همسر دانمارکی و دختر ۲ ساله خود به کپنهاگ دانمارک نقل مکان کرده‌است.

## ترانه‌شناسی

### آلبوم‌های استودیویی
| نام                              | مشخصات                                                                             |
| -------------------------------- | ---------------------------------------------------------------------------------- |
| Party Girl                       | - تاریخ انتشار: ۱ آوریل ۲۰۰۷ - ناشر: ناشر–مؤلف - فرمت‌ها: CD, digital download, LP  |
| Show Me the Face                 | - تاریخ انتشار: ۲۵ مارس ۲۰۱۰ - ناشر: ناشر–مؤلف - فرمت‌ها: CD, digital download, LP  |
| Let's Part in Style              | - تاریخ انتشار: ۲۴ فوریه ۲۰۱۴ - ناشر: ناشر–مؤلف - فرمت: CD, digital download, LP   |
| New Decadence                    | - تاریخ انتشار: ۲۸ سپتامبر ۲۰۱۶ - ناشر: ناشر–مؤلف - فرمت‌ها: digital download, LP   |
| Exciting Times                   | - تاریخ انتشار: ۹ نوامبر ۲۰۱۸ - ناشر: ناشر–مؤلف - فرمت‌ها: CD, digital download, LP |
| Ecstasy in the Shadow of Ecstasy | - تاریخ انتشار: ۱۵ می ۲۰۲۰ - ناشر: ناشر–مؤلف - فرمت‌ها: CD, digital download, LP    |

### تک آهنگ‌ها
- ۲۰۰۸: "Russian Ballerina"
- ۲۰۱۲: "Pure at Heart"
- ۲۰۱۳: "Kiss in Taksim Square"
- ۲۰۲۱: "Losing Touch"